# Schizoid personlighetsstörning
Schizoid personlighetsstörning, förkortat SPD eller SzPD, är en psykiatrisk diagnos och personlighetsstörning. Störningen karaktäriseras av brist på intresse för sociala relationer, en tendens till en ensam livsstil och emotionell kyla. För att kunna ställa diagnosen krävs att den sammanlagda effekten av de uppfyllda kriterierna måste vara så pass allvarlig att den bereder den enskilde påtagliga besvär i vardagslivet.
Schizoid personlighetsstörning är en differentialdiagnos till vissa psykossjukdomar, däribland schizotyp störning, schizofreni (varav namnet) samt Aspergers syndrom. Den har med andra ord vissa gemensamma drag med dessa tillstånd. Tillsammans med bland annat paranoid personlighetsstörning kännetecknas störningen av ett vad omgivningen kan uppfatta som udda och excentriskt beteende. Den domineras vidare av så kallade negativa symtom, det vill säga funktionsbortfall (av känslomässig och social art), dock ej, såsom vid schizofreni, i kombination med vanföreställningar och hallucinationer.
Det är en av de ovanligare personlighetsstörningarna och på grund av den låga prevalensen är den inte mycket utforskad. Det har föreslagits att störningen består av två typer, där den ena domineras av känslomässig avflackning och avtrubbad affekt, och den andra av social isolering och undvikande av umgänge. Personer med schizoid personlighetsstörning är ointresserade av umgänge; isoleringen beror dock inte på rädsla för att bli sårade, avvisade eller liknande.

## Förekomst
Förekomsten är 0,5–0,7 % generellt i befolkningen, men så hög som 14 % bland hemlösa. Det är svårt för vårdpersonal att etablera och upprätthålla en relation till dessa patienter.
Schizoid personlighetsstörning är ovanligt. En uppskattning och en enkät gjord i USA uppskattar att prevalensen är mellan 3,1 och 4,9 procent hos den allmänna befolkningen.

## Diagnostiseringskriterier enligt ICD-10
För att diagnosen schizoid personlighetsstörning ska ställas enligt ICD-10 krävs först att personen uppfyller de allmänna kriterierna för personlighetsstörningar. Detta innebär att personen uppvisar ett beteende och inre som skiljer sig stort från normen. Personen har problem inom fler än ett av följande områden: kognition; affektivitet; impuls- och behovskontroll; medmänsklighet och hantering av relationer och sociala situationer. Förutom att ha problem inom fler än två av tidigare nämnda områden behöver personens problem visa sig i en rad olika situationer; problemen skapar lidande för personen själv eller för omgivningen; problemen är långvariga, stabila och börjar oftast i unga år; problemen kan inte förklaras av någon annan störning, sjukdom, skada eller dysfunktion i hjärnan.
Vidare krävs att personen uppfyller fyra eller fler av dessa punkter:
1. Känslomässigt kall, likgiltig och/eller så har personen ett platt känsloliv.
2. Bristande förmåga att uttrycka sina känslor
3. Föredrar i nästan alla lägen ensamma aktiviteter framför sociala aktiviteter
4. Väldigt få (om några) nära vänner eller relationer och önskar heller inte ha några sådana relationer
5. Oberörd av såväl beröm eller kritik.
6. Känner glädje av få, om några, aktiviteter.
7. Bryr sig inte om sociala normer - men har heller ingen lust att avsiktligt bryta mot normerna
8. Spenderar överdrivet mycket tid till att fantisera och själviaktta.
9. Mycket liten - om någon som helst - lust att ha sex med andra

## Diagnostiseringskriterier enligt DSM-5
Enligt DSM-5 har personen ett mönster av isolering från andra människor och bristande förmåga att uttrycka sina känslor, Alexitymi. Besvären kommer oftast under tidig vuxenålder och orsakar problem i flera situationer och områden. Personen uppfyller minst fyra av följande kriterier för diagnos enligt DSM-5:
1. Väldigt få (om några) nära relationer och önskar heller inte ha några sådana relationer, inte ens med familjemedlemmar
2. Föredrar i nästan alla lägen ensamma aktiviteter framför sociala aktiviteter
3. Har obefintligt eller litet intresse för sex med andra
4. Känner glädje av få, om några, aktiviteter
5. Få eller inga nära vänner eller bekanta som inte är nära släktingar
6. Oberörd av såväl beröm eller kritik.
7. Känslomässigt kall, likgiltig och/eller så har personen ett platt känsloliv

DSM-5 nämner även att personer med schizoid personlighetsstörning kan ha oklara målsättningar i livet och kan fungera och arbeta effektivt i isolation men fungerar ofta inte alls när personen är bland andra. Dessa kännetecken är dock inte något krav för diagnos.

## Komorbiditet
Personer med schizoid personlighetsstörning har också ofta schizotyp personlighetsstörning, paranoid personlighetsstörning eller undvikande personlighetsstörning.

## Differentialdiagnoser
Innan schizoid personlighetsstörning kan diagnostiseras måste följande uteslutas:
- Autism - det kan i vissa fall vara mycket svårt att särskilja mildare former av autism från schizoid personlighetsstörning
- Personlighetsförändringar till följd av ett annat medicinskt tillstånd
- Andra personlighetsstörningar
- Personens personlighet - personer som isolerar sig/är ensamma behöver inte nödvändigtvis ha schizoid personlighetsstörning, den sammanlagda effekten av de uppfyllda kriterierna måste vara så pass allvarlig att den bereder den enskilde påtagliga besvär i vardagslivet.

## Behandling
Det finns få studier gällande behandling av schizoid personlighetsstörning. Kognitiv beteendeterapi och medicinering har studerats sparsamt och visat viss framgång.